# Love Connection
Love Connection était un jeu télévisé américain où les célibataires essayaient de trouver le meilleur rendez-vous ou un point commun avec quelqu'un d'autre. Cette émission débuta le 19 septembre 1983 et se termina le 1er juin 1994 après  2000 retransmissions. L'émission était présentée par Chuck Woolery. Elle revint quelque temps, de 1998 à 1999, présentée par Pat Bullard.
En France l'émission a eu droit à son adaptation sous le titre Télé Contact sur La Cinq en 1990, présentée par Sophie Garel.

## Présentateurs
- Chuck Woolery (de 1983 à 1994)
- Pat Bullard (de 1998 à 1999)

## Announceurs
- Rod Roddy (de 1983 à 1985)
- Rich Jefferies (de 1985 à 1986)
- Gene Wood (de 1986 à 1988)
- Johnny Gilbert (de 1988 à 1989)
- John Cervenka (de 1989 à 1994 & de 1998 à 1999)

## Équipe
- Eric Lieber - producteur exécutif

## Présentation
Le show était une variantes du The Dating Game dans lequel des célibataires choisissent des rendez-vous avec des individus du sexe opposés. La plupart des participants avaient une vingtaine d'années et cherchait leur âme sœur.
L'émission était produite par Eric Lieber Productions en associations avec et distribués par: Telepictures (1983-86); Lorimar-Telepictures (1986-89); Lorimar Television (1989-90); Warner Bros. Television (1990-94).

## Référence
- (en) Cet article est partiellement ou en totalité issu de l’article de Wikipédia en anglais intitulé « Love Connection » (voir la liste des auteurs).